# Church of God International
La Church of God International (CGI) (La Iglesia de Dios Internacional) es una denominación religiosa cristiana con sede en Estados Unidos, una rama de la Iglesia de Dios Universal (Worldwide Church of God) (WCG) fundada por Herbert W. Armstrong. Es una de las muchas Iglesias sabatarias de Dios en separarse de la WCG.

## Fundación
CGI fue fundada en 1978 por cuatro exmiembros de la Iglesia de Dios Universal. El logotipo de la iglesia cuenta con una coraza, casco, espadas cruzadas, y una bandera inscrita con Efesios 6: 11-17. Se basa en un tapiz colgante que Garner Ted Armstrong ensambla a partir de una armadura que se le presentó como un regalo de su padre.

## Gobierno
CGI fue dirigido por Garner Ted Armstrong hasta 1998. Armstrong y el liderazgo ministerial se dirigieron a desarrollar un "Ministerio de tipo liderazgo - servidor" en contraste con la de "un liderazgo hombre, de arriba hacia abajo" que tenía el WCG- este fue un punto importante de partida de los fundadores después de lo que se percibe como años de abuso ministerial del poder dentro de la iglesia.
En 1998, en medio de acusaciones, el mismo Garner Ted Armstrong fue removido de su cargo por la junta directiva de la administración de la iglesia. El Sr. Armstrong dejó CGI y fundó la Iglesia Intercontinental de Dios. Citando razones de salud, el prominente líder de la iglesia Ronald L. Dart también dejó CGI para fundar su propia organización de servicio religioso, los Ministerios para la Educación Cristiana. Después de reorganización ministerial significativa, la iglesia hizo un esfuerzo para dejar al incidente detrás y centrarse en continuar "el trabajo". En la actualidad, hay un intercambio de administración y liderazgo entre los pastores de la iglesia a través de un consejo de administración. La posición del presidente está sujeta a reelección cada tres años. El Consejo de Ministros también ha desarrollado un programa de mentores llamada Programa Aprendiz Ministerial (MAP por sus siglas en inglés), para la formación de nuevos líderes de la iglesia, en sustitución de la Academia Imperial, que se había establecido en el otoño de 1994.
CGI ha buscado activamente el mantener una relación positiva con muchos de los vástagos de la Iglesia de Dios siempre que sea posible, y está en "Asociación Ministerial" con varios de ellos, incluyendo Ministerios de Recursos de Vida, Los Ministerios del Dios Viviente, La Iglesia de Dios Gran Sandy, Ministerios Cristianos Unidos, Ministerios Cristianos de Terreno Común, La Iglesia de Dios Cincinnati, La Iglesia de Dios en Miami, Ministerios Cristianos Dinámicos, y los Ministerios de Hageo 01:14.

## Doctrina
El CGI sigue y cree en muchos de los principios doctrinales básicos compartidos por otras iglesias cristianas como la inspiración de las Escrituras, la resurrección corporal de Cristo, y las tres ordenanzas
del bautismo, y está de acuerdo con la teología protestante en relación con los principios de la "Sola Scriptura", el "Sacerdocio de todos los creyentes", y que la justificación es un regalo dado libremente por Dios. Al igual que muchas iglesias cristianas, también expresa la creencia en la resurrección de los muertos, el milenarismo, el bautismo por inmersión, creacionismo de brecha y continuarismo. Sin embargo, algunas de sus enseñanzas difieren significativamente de la doctrina católica y protestante en una serie de áreas clave:
Restauracionismo
Al igual que muchas iglesias en el movimiento restauracionista, CGI cree que una serie de enseñanzas cristianas tradicionales de hoy se derivan de la corrupción doctrinal bajo la influencia de la filosofía
greco-romana, el gnosticismo, el antisemitismo y la traducción errónea que se produjo a principios de la historia de la iglesia, y cree que las principales iglesias cristianas, bajo el peso de la tradición, ahora enseñan diversas ideas y prácticas paganas que se han sincretizado con el cristianismo. CGI compara al paganismo con demonolatría, y enseña que Dios prohíbe el sincretismo con lo oculta. Gran parte de la doctrina CGI que es distinta de la corriente principal del cristianismo es el fruto de un esfuerzo por separar estas influencias y tradiciones de lo que se cree que son las creencias y prácticas de la iglesia apostólica originales. Por ejemplo, CGI enseña que los antiguos orígenes paganos de la Navidad, Halloween, Día de Muertos, y Pascua los hacen inadecuados para los cristianos porque son ofensivos para Dios. Esto también se aplica al Día de San Valentín y las celebraciones del Día de Año Nuevo.
Antitrinitarismo
Doctrinalmente, CGI es Binitaria, creyendo que el Espíritu Santo es el espíritu /poder de Dios y de Jesucristo, en lugar de una entidad separada dentro de la Divinidad. Dios "Padre" y Jesucristo son vistos como seres "Dios" distintos de la "Familia de Dios". Esto se lleva a cabo a estar de acuerdo con las creencias de la iglesia original Apostólica.
Finalidad del hombre
CGI enseña que los cristianos son engendrados en la familia de Dios, y en su resurrección se "transformó en espíritu como un hijo de Dios", en el proceso de Dios reproduciéndose a Sí Mismo a Su semejanza.
La mortalidad del alma
CGI rechaza la doctrina de la inmortalidad del alma como se enseña por el catolicismo y la mayoría de las principales denominaciones protestantes, en que el alma no se cree que permanezca consciente después de la muerte (hasta la resurrección). CGI cree que la doctrina de la inmortalidad del alma resultó de la corrupción doctrinal temprana en la historia de la iglesia.
Reino de Dios
CGI sostiene que el núcleo del mensaje de Jesucristo se refería a la venida de un reino terrenal literal, y que los salvados no irán al cielo, sino que vivirán y gobernarán con Jesús en la tierra durante el milenio después de su segunda venida, y eventualmente compartirán el gobierno sobre todo el universo como parte de la "familia de Dios".
La Gracia, la Ley y la Justificación
CGI cree que la justificación es un regalo dado por Dios después del arrepentimiento y el bautismo, pero sostiene que la obediencia a la ley de Dios es necesaria, incluso después de la justificación, porque Jesucristo se dice que ha venido a aliviar a la humanidad del pecado y el castigo de la ley, no de la propia ley. Se enseña que la ley básica del Antiguo Testamento se traslada a la Nueva Alianza y se aplica a los cristianos de hoy, debido a que el Tanaj las describe como "las leyes de Dios", no como "leyes judías", y debido a que se mantienen por la escritura y la práctica del Nuevo Testamento. Esto incluye la observancia del séptimo día sábado (desde el viernes en la puesta del sol hasta el sábado a la puesta del sol), la abstención de carnes inmundas, y la observación de los festivales del Día Santo, incluyendo la eliminación de levadura y comer pan sin levadura durante los Días de Panes sin Levadura, y vivir en "viviendas temporales" durante la Fiesta de los Tabernáculos y la condenación de todos los pecados sexuales.
Esto es no incluye la observancia de las antiguas leyes civiles de Israel, la necesidad de la circuncisión física, y partes de la ley que tienen que ver con el acercamiento a Dios, es decir, de sacrificio, templo, y las leyes del sacerdocio que se cree que se han llevado a cumplimiento en Jesucristo. La iglesia observa estas leyes en su mayoría al margen de la tradición judía (excepto los cálculos del calendario judío, que se ve como de autoridad) y sostiene que esta interpretación de la ley es espiritualmente e históricamente de acuerdo con la práctica y las creencias de la iglesia primitiva apostólica. CGI cree que en materia de derecho y justificación, la doctrina cristiana de corriente principal malinterpreta la teología paulina y es esencialmente antinómica, y es el resultado de la corrupción doctrinal y el antisemitismo que se ha producido en la historia temprana de la iglesia después de la era apostólica.
El sacrificio de Cristo es visto como ser capaz de cubrir cualquier intento fallido inevitables en la obediencia, excepto el pecado imperdonable, es decir, la impenitencia intencional. La ley de Dios no es vista como siendo de por sí punitiva, sino que posee un valor educativo, y se cree que Jesús magnificó la ley y su valor mediante la aplicación de su intención espiritual, y que Jesús mostró cómo los mandamientos son mucho más vinculantes en su aplicación espiritual que en su mera aplicación física. La obediencia a la ley de Dios también es visto como ser capaz de construir el carácter moral y mejorar
significativamente la propia calidad de vida y mejorar la sociedad en general, ya que es visto como una expresión de la mente y el carácter de Dios. Pese a las críticas de legalismo, CGI mantiene firmemente que la obediencia no es vista como un "trabajo" para "ganarse" la salvación, sino que la salvación es un don gratuito de Dios. La iglesia también enseña que la adoración auto-determinante, es decir, la idea de que un individuo puede decidir por sí mismo cómo Dios debe ser adorado fuera de los mandatos bíblicos, sin importar cuan sinceros, es, por definición, "farsaico" y "anárquico".
Decálogo Pre-Sinaí
CGI enseña que los Diez Mandamientos estaban en vigor mucho antes de Moisés, y son anteriores a la inundación por siglos, y que esto se demuestra circunstancialmente en el Antiguo Testamento, (aunque no exactamente de la misma forma que las dadas en el Sinaí), argumentos anulando de este modo que Dios está destinado sólo para Israel.
Doctrina del Infierno
CGI cree que la idea de un infierno siempre ardiente se debe a la influencia del paganismo y la filosofía helenística en el pensamiento rabínico y en la doctrina cristiana a principios de la historia de la iglesia, y que las Escrituras realmente enseñan que el destino final de los malvados impenitentes es muerte
literal, es decir, la aniquilación o destrucción permanente, a diferencia de una "vida eterna de tortura en el infierno."
Múltiples resurrecciones
CGI sostiene que las personas que no saben o entienden la verdad de la Biblia durante su vida se les dará tiempo para aprender estas enseñanzas después de la "Segunda Resurrección" a una nueva vida física. Después de volver a vivir en el mundo milenario bajo el reino de Dios, los que siguen rechazando el Espíritu Santo de Dios y su modo de vida serán aniquilados después de la "Tercera Resurrección",
junto con los antiguos creyentes arrepentidos que habían dado la espalda a Dios. Ellos son destruidos en el lago de fuego.
El Diezmo
Al igual que muchas iglesias cristianas, CGI es compatible con la doctrina del diezmo bíblico como un acto personal de culto; 10 por ciento de los ingresos de un miembro se le dan a la iglesia para financiar la misión del evangelio de la organización. También se enseña que cada miembro debe personalmente
poner un 10 por ciento adicional de sus ingresos, un segundo diezmo, por la observancia personal de los festivales religiosos anuales, en particular la Fiesta de los Tabernáculos.

## Mensaje y medios
Con congregaciones en los Estados Unidos, Canadá, Jamaica, Irlanda, Australia y Filipinas, CGI produce un programa de televisión titulado  La Armadura de Dios y Revista Prevalecer, que cubre temas relacionados con la vida cristiana. La iglesia publica un periódico trimestral, Las Noticias Internacionales que contiene artículos doctrinales, acontecimientos del mundo y su relación con la profecía bíblica, y noticias de la iglesia, y ofrece educación a los niños a través de la programación de El Barrio de Buckaroo Bob. Guardia del Siglo XX , una revista brillante a todo color se suspendió en 1998.
La iglesia también apoya un programa para adultos jóvenes de 18-30 llamado Infundir, que incluye una revista trimestral, un sitio web, y las actividades de servicio para las iglesias y las comunidades locales. El programa está dirigido por voluntarios e incluye los adultos mayores que apoyan el programa, y también está abierto a los jóvenes de otras iglesias. En 2013, la iglesia decidió impulsar una presencia más agresiva en el Internet, y está construyendo un nuevo estudio para comenzar a emitir en televisión de alta definición.

### Separaciones
- Intercontinental Church of God
- Born To Win (Christian Educational Ministries)
- Churches of God Outreach Ministries

- Datos: Q3431255